# Севрук, Алексей Олегович
Алексей Олегович Севрук (укр. Олексій Олегович Севрук; 18 мая 1983 — 17 сентября 2023, Работино) — украинский военнослужащий, старший лейтенант, участник российско-украинской войны. Герой Украины (2024, посмертно).

## Биография
Родился в 1983 году. Проживал в Киеве, работал инженером-кибернетиком. С первого дня полномасштабного российского вторжения в Украину в 2022 году добровольно вступил в ряды защитников страны.
Служил в составе 46-й отдельной аэромобильной бригады на должностях заместителя командира роты по морально-психологическому обеспечению и командира роты. В 2022 году был награждён Почётным нагрудным знаком «Стальной крест».
Погиб в сентябре 2023 года во время выполнения боевого задания в Работино Запорожской области.

## Награды
- Звание «Герой Украины» с удостоением ордена «Золотая Звезда» (23 августа 2024, посмертно) — за личное мужество и героизм, проявленные в защите государственного суверенитета и территориальной целостности Украины, верность военной присяге[1].